# Muzyka romantyczna
Romantyzm w muzyce zaczął się rodzić już w twórczości Beethovena. Po rewolucji francuskiej w całej Europie zaczęły zachodzić zmiany o przełomowym znaczeniu. Najwyższym celem romantycznych kompozytorów było oddawanie uczuć za pomocą środków muzycznych. Żywa była też idea korespondencji sztuk. Inne idee romantyczne to: programowość, narodowość, historycyzm, fantastyka (baśniowość).

## Naczelne hasła romantyzmu
Sztuka dla sztuki co znaczyło, że muzyka przestała być pisana i komponowana na życzenie, ale wtedy, kiedy muzyk miał natchnienie i chciał przekazać własną wypowiedź, wyraz jego idei. Miał powrócić do natury, do dawnych wierzeń ludowych i korzeni kultury jego narodu.
Sztuka totalna co znaczyło, że muzyka przemawiała do odbiorcy różnymi środkami wyrazu jednocześnie (np. barwą, słowem, dźwiękiem), by w jak najbogatszy i najszerszy sposób wyrazić uczucia człowieka; zob. korespondencja sztuk, synteza sztuk.

## Szkoły narodowe
- niemiecka (Carl Maria von Weber i Richard Wagner)
- czeska (Bedřich Smetana i Antonín Dvořák)
- polska (Stanisław Moniuszko, Fryderyk Chopin i Zygmunt Noskowski)
- rosyjska (Potężna gromadka, a w jej ramach przede wszystkim: Modest Musorgski, Aleksandr Borodin i Nikołaj Rimski-Korsakow)
- hiszpańska (Isaac Albéniz, Enrique Granados)
- francuska (César Franck)
- w Skandynawii: norweska (Edvard Grieg) i fińska (Jean Sibelius)

## Inne daty przyjmowane za symboliczny początek romantyzmu
- 1801 – data stworzenia przez L. van Beethovena Sonaty fortepianowej nr 14 cis-moll op. 27 nr 2
- 1821 – wystawienie opery Wolny strzelec Carla Marii von Webera
- 1830 – wykonanie Symfonii fantastycznej H. Berlioza

## Cechy romantyzmu w muzyce
- programowość w muzyce (utwór ma treść pozamuzyczną),
- uczuciowość,
- subiektywizm, indywidualizm twórców,
- synteza sztuk. Silne związki z literaturą oraz z malarstwem. Powstają liczne pieśni solowe z towarzyszeniem fortepianu, opery i utwory programowe (Obrazki z wystawy Musorgskiego, Karnawał zwierząt Saint-Saënsa).
- elementy narodowe i ludowe (związek muzyki z folklorem swojego narodu, sięganie do motywów muzyki ludowej),
- tematyka fantastyczna i baśniowa,
- rozwój wirtuozostwa,
- rozwój instrumentacji,
- rozszerzenie harmoniki,
- rozwój muzykowania domowego,
- powstawanie szkół narodowych: jest to grupa ludzi opierająca się na muzyce narodowej,
- rozluźnienie dotychczasowych form muzycznych.

## Główni przedstawiciele romantyzmu w muzyce
- Hector Berlioz
- Giovanni Bottesini
- Johannes Brahms
- Anton Bruckner
- Hans von Bülow
- Fryderyk Chopin
- Piotr Czajkowski
- Antonín Dvořák
- Edvard Grieg
- Ferenc Liszt
- Carl Loewe
- Gustav Mahler
- Felix Mendelssohn-Bartholdy
- Stanisław Moniuszko
- Modest Musorgski
- Niccolò Paganini
- Camille Saint-Saëns
- Franz Schubert
- Robert Schumann
- Bedřich Smetana
- Richard Strauss
- Giuseppe Verdi
- Richard Wagner
- Carl Maria von Weber
- Henryk Wieniawski

## Literatura
- A. Einstein Muzyka w epoce romantyzmu, Kraków, PWM 1983.
- S. Jarociński Ideologie romantyczne, Kraków, PWM 1979.
- D. Gwizdalanka Romantyzm, w: Historia muzyki 2, Kraków, PWM 2006, s. 199-319.